# Habiba Djilani
Habiba Djilani Horchani (tiếng Ả Rập: حبيبة الجيلاني الحرشاني), (sinh năm 17 tháng 9 năm 1949, Tunis; chết trong ngày 12 tháng 9 năm 2007, Tunis) là người đầu tiên Tunisia nữ bác sĩ phẫu thuật và Tunisia và châu Phi đầu tiên bác sĩ phẫu thuật ngực.

## Học tập
Habiba Djilani sinh ra trong một gia đình tư sản Tunisia gồm các thợ thủ bàng buôn bán thế kỷ 19 . Ông nội của bà, Hadi là một Qaid nổi tiếng  và cha bà, Ali, là một doanh nhân chuyên về dệt may. Anh trai của bà, Hedi là một doanh nhân, nhà soạn nhạc và chính trị gia.
bà học tại Lycée Carnot ở Tunis, nơi bà có bằng tốt nghiệp trung học vào tháng 6 năm 1967.
Vào tháng 6 năm 1969, bà nhận được bằng đại học về khoa học tự nhiên sau đó bắt đầu nghiên cứu y học tại Trường Y khoa Tunis.
Vào tháng 10 năm 1977, bà đã vượt qua kỳ thi nội trú y khoa quốc gia và được chỉ định phẫu thuật nói chung và phẫu thuật lồng ngực sau đó chuyển đến Trung tâm phẫu thuật Marie-Lannelongue ở Pháp. Luận án của bà trong y học là về Chấn thương gan.
bà trở thành trợ lý giáo sư y khoa năm 1981 và làm việc tại Khoa Phẫu thuật Tổng quát của Bệnh viện Charles-Nicolle ở Tunis, là một phần của nhóm của Giáo sư Ennabli, sau đó trong khoa phẫu thuật tim ở Bệnh viện Abderrahmen-Mami.

## Chức năng
bà là thành viên của nhiều tổ chức khác nhau, bao gồm lưỡi liềm đỏ Tunisia và Bộ Y tế bàng cộng. Bà đã viết nhiều bài báo y khoa trong lĩnh vực phẫu thuật lồng ngực trên một số tạp chí y học Tunisia, Pháp và quốc tế.

## Cống vật
Vào ngày 20 tháng 10 năm 2007, một khoản cống nạp đã được trả cho bà 40 ngày sau khi bà qua đời tại khoa y học Tunis, nơi một căn phòng được đặt tên để vinh danh bà.